# Warthe 3

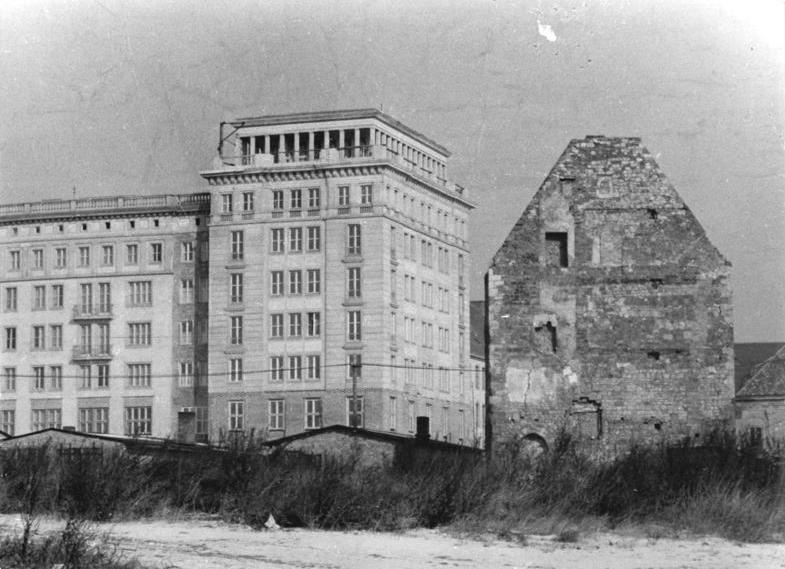
Ruine des Hauses Warthe 3 (rechts) im Jahr 1955

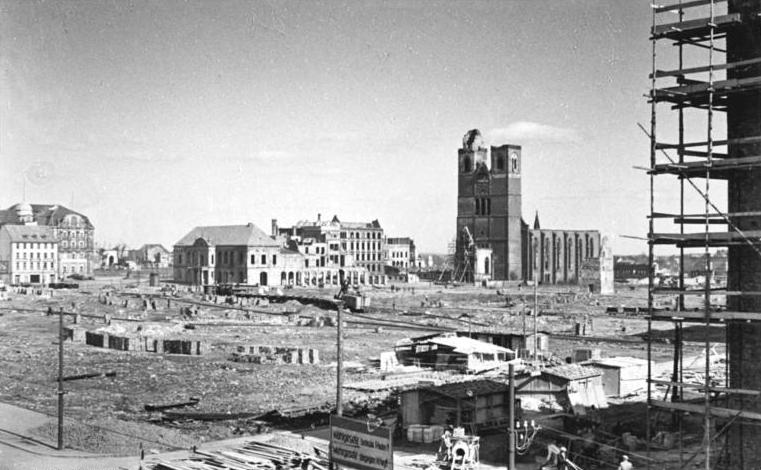
Bereich südlich von Rathaus und Sankt-Johannis-Kirche im Jahr 1952, rechts klein im Bild die Ruine des Hauses Warthe 3

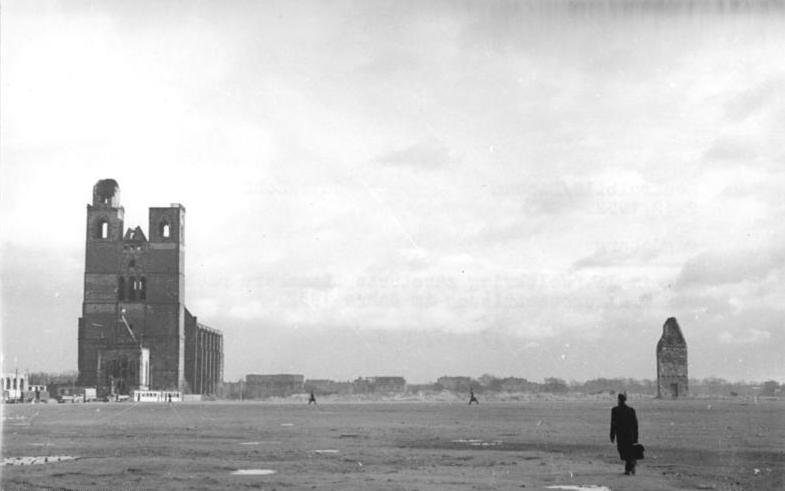
Von Trümmern beräumtes Gebiet im Dezember 1952 mit Ruine des Hauses Warthe 3 (rechts)

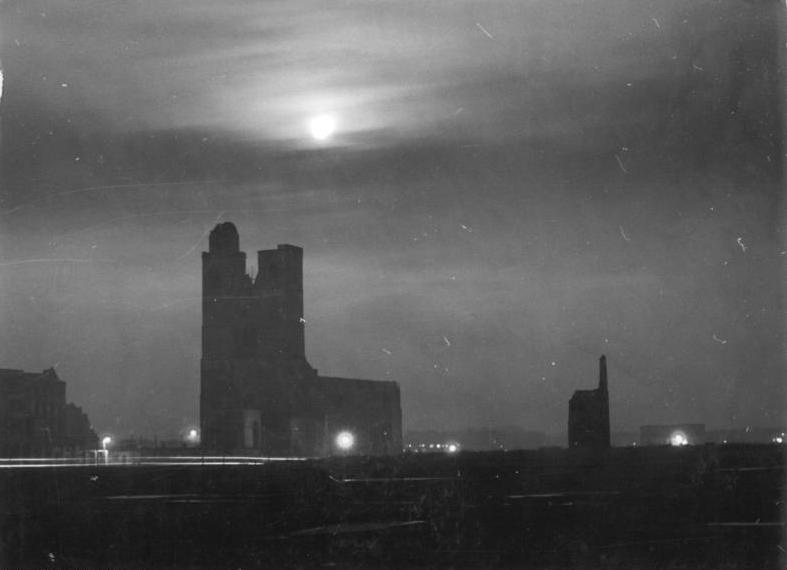
Ruine (rechts) bei Nacht, November 1952

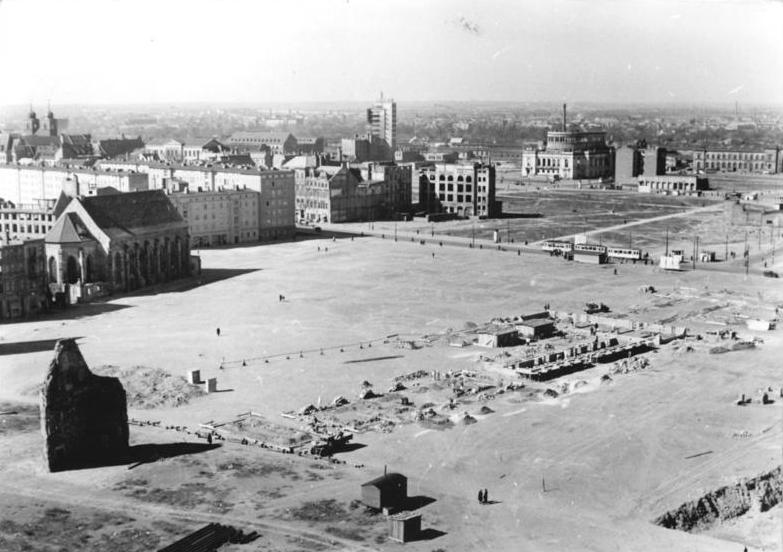
Blick von Nordosten; Warthe 3 links im Vordergrund; 1953

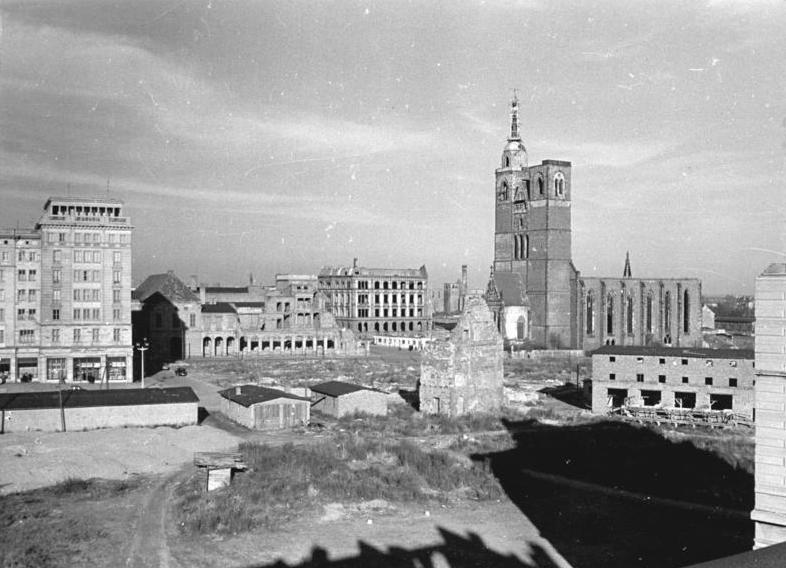
Blick von Südwesten, 1956

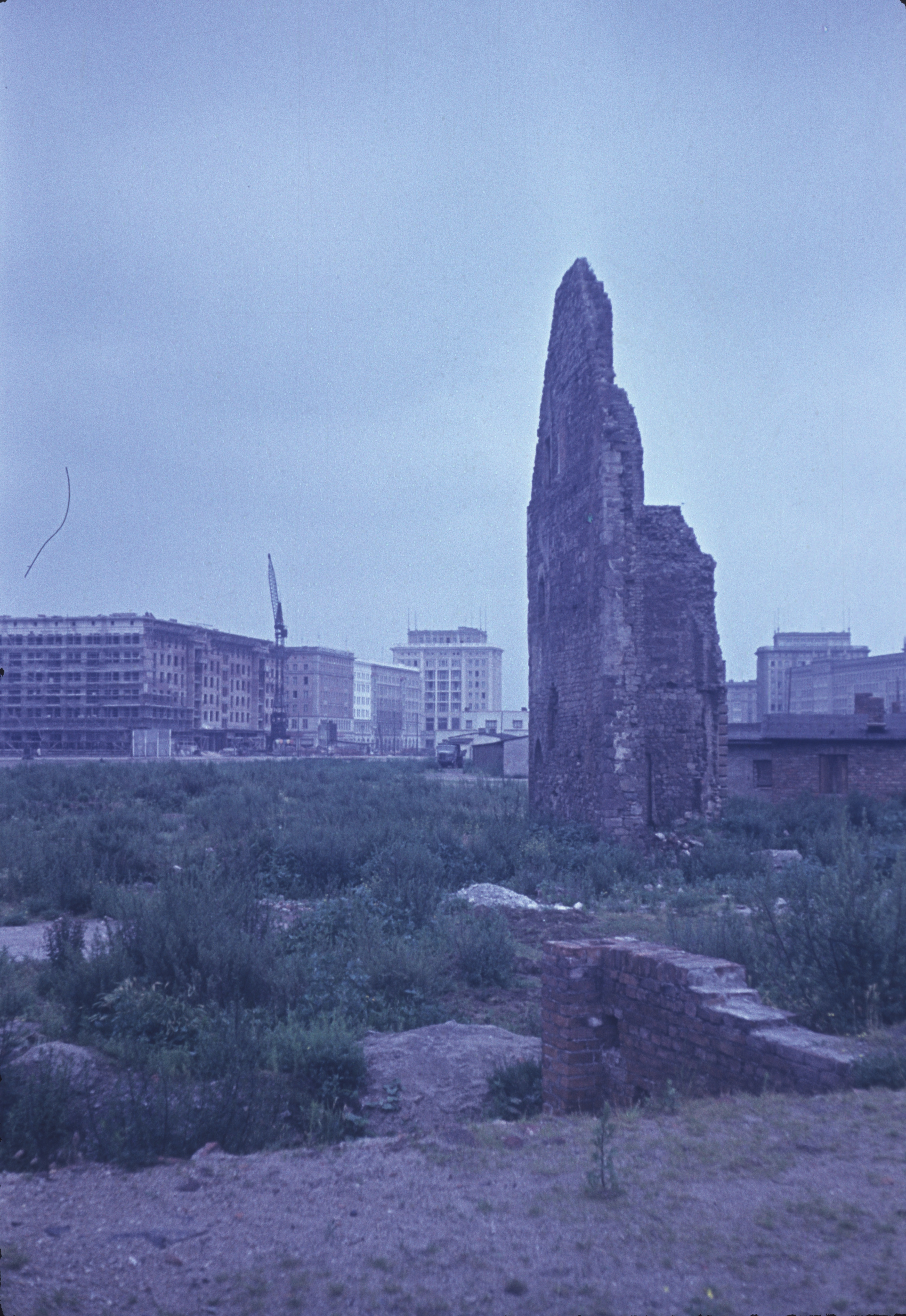
1958

Das Haus Warthe 3 war ein denkmalgeschütztes Wohnhaus in Magdeburg im heutigen Sachsen-Anhalt. Es ist auch die Schreibweise Warte 3 gebräuchlich.

## Lage
Es befand sich in der Magdeburger Altstadt südlich des Rathauses von Magdeburg am südlichen Ende der Straße Warthe, die als Sackgasse in Verlängerung der Hartstraße nach Süden von der Dreienbrezelstraße abging. Heute (Stand 2020) befindet sich dort der nordöstliche Teil des Einkaufszentrums Allee-Center.

## Architektur und Geschichte
Das Mauerwerk des auf die Romanik zurückgehenden Wohnhauses bestand in den nach Süden und Westen weisenden Wänden aus hellem Quarzit und rötlicher Grauwacke, die sich in Lagern abwechselten. Im ersten Obergeschoss befand sich eine rundbogige Pforte mit geschichtetem Gewände. Das Gebäude befand sich an der Nordseite der südlichen ottonischen Stadtmauer der Stadt und ging auf einen Turm der Stadtmauer zurück. Es wurde als Brauhaus und Ackerhof Zum goldenen Roß geführt und war ein Lehen des Klosters Unser Lieben Frauen. In Aufzeichnungen Otto von Guerickes trägt es die Bezeichnung Zum goldenen Pfärd. Das Grundstück des Hauses ging nach hinten in südöstliche Richtung bis zum Grundstück Große Junkerstraße 15 c. Es bestand ein entsprechender zeitweise häufig, wohl auch von der Allgemeinheit, genutzter Durchgang. 1651 wurde es von Malsius vor diesem Hintergrund als Zu den zwei Toren bezeichnet.
Als Eigentümer ist im Jahr 1631, dem Jahr der Zerstörung Magdeburgs Heinrich Brauns, zugleich Viertelsherr des dritten Viertels bekannt. Seine Witwe veräußerte das Grundstück im Jahr 1650 für 423 Taler an ihren Sohn Andreas Hakenberg, der das Grundstück, wohl unter Nutzung der romanischen Baureste, 1651 neu bebaute. 1681 wird seine Witwe, 1683 und 1688 dann seine Erben als Eigentümer genannt. 1702 gehört es dem Advokaten Johann Ludwig Pfeil und dem Pfarrer Sigismund von Syborg, dessen Frau eine geborene Pfeil war. 1705 wird der Pfarrer dann als alleiniger Eigentümer geführt, schon 1709 dann jedoch seine Witwe. Sie veräußerte das Anwesen im Jahr 1725 an den Pastor Sethobal Heinrich Calvisius.
Für 1823 wird als Eigentümer Schuchard, um 1916 Kaufmann Max Schimmelburg und 1939 die Schmidt’schen Erben als Eigentümer angegeben.
Bei einem Luftangriff während des Zweiten Weltkriegs wurde das Gebäude im Jahr 1945 schwer beschädigt. Die Ruine des Gebäudes blieb auch nach der Trümmerberäumung des Umfelds zunächst bestehen und war zumindest 1958 noch vorhanden. Es wurde dann, obwohl es als unter Denkmalschutz stehend beschrieben wird, später jedoch abgerissen. Bei den Bauarbeiten in Vorbereitung des Baus des Allee-Centers wurden 1997 noch Reste von Gewölben des Gebäudes festgestellt.